# ローヂャナ・アユタヤ工業団地
ロジャナ工業団地 (タイ語: สวนอุตสาหกรรมโรจนะ, 英語: Rojana Industrial Park）は、タイのRojana Industrial Park Public Co.,Ltd.が管理する工業団地。ロジャーナ工業団地とも。
タイ中部アユタヤ県ウタイ郡に位置する。1989年に開発開始。現在はバンコク北部のアユタヤ県、北東部プラチンブリ県、東部のチョンブリ県、ラヨン県にて、8つの工業団地を運営・開発。

## 概要
ロジャナ工業団地はタイ財閥ウィニットブット家と日鉄物産の合弁企業。
2022年で入居企業約350社､従業員数10万人規模の民間資本の工業団地では最大の規模を持つ。
バンコクの市街地、港および空港などへのアクセスの良さを長所にして、誘致・販売している。入居している企業は、自動車、自動車部品、電気・電子関連、食料品、溶断関連など、約350社中約150社が日系企業。

## 事務所所在地

### 本社
2034/115 Italthai Tower, 26th Floor, New Petchburi Road, Bangkapi, Huaykwang, Bangkok 10310 Thailand

### アユタヤ事務所
1 Moo5, Rojana Road, Tamblo Kanharm, Amphur U-Thai, Ayutthaya 13210
- 各地からの距離
  - アユタヤ市街より7km
  - ドンムアン空港より43km
  - バンコクより70km（車で1時間）
  - スワンナプーム国際空港より90km
  - レムチャバン港より112km

## 用地
- 用地面積 - 総面積  10,260 Rai
  - ロジャナ1（フェーズ1-6（工業団地西側））
  - ロジャナ2（フェーズ7）
  - ロジャナ3（フェーズ8）
  - フェーズ9(太陽光発電所設置)
  - フェーズ10(開発中)

## 施設
- 水道水：2箇所の水源。パーサック川からは給水量は115,000㎥/日。
- 電力：タイ地方電力公社(PEA)とロジャナパワー社による22kVと115kV｡
- ガス：ロジャナパワー社より供給。
- 電話：PTTにより配線。
- 排水処理 ：92,000㎥/日。
- 道路：幹線道路は幅員36m。側道は24m幅員。
- 洪水対策:排水システム完備。
- 警備・消防:150mごとの消火栓、消防車、24時間セキュリティ

## 天然ガス・太陽光発電事業
工業団地の給電のためにロジャナ工業団地は、日鉄物産が共同出資するグループ企業ロジャナパワー社があり、天然ガス発電事業を行っている。
2011年ローヂャナ工業団地社と住金物産（現：日鉄物産）の合弁会社ロジャナ・エナジーがアユタヤの工業団地内77万㎡に最大出力2万4,000kWの大型太陽光発電プラントの設置を計画した。2012年末に稼動予定。総事業費70億円。電力はタイ地方電力公社(PEA)に売却する。。

## 洪水
（工業団地の被災についてはタイ工業団地公社の2011年タイ北部・中部地域及びバンコク都における降雨・洪水被害の項を参照）
2011年7月から続くタイ北部の大雨によりアユタヤ県内でも洪水が発生し、10月4日ナコーンルワン郡サハラッタナナコーン工業団地が冠水、閉鎖された。
この影響で自動車部品が入らず、本工業団地のホンダ・モーター・タイランド工場で生産がストップした。工業団地周辺では増水が続き、10月7日周囲に設置した5ｍの土塁を6.5ｍに積み上げ、警戒を強めていた。10月8日同団地内でも浸水が始まり、退去命令が出された。
11月8日工業団地内のローヂャナ3で排水復旧作業を開始した。12月8日、甚大な洪水被害を受けて同工業団地に入居する米オン・セミコンダクターの子会社三洋半導体（タイランド）が復旧を断念し、工場を閉鎖すると発表した。

## 関連事項
- 工業省 (タイ)
- タイ工業団地公社
- 日鉄物産